# Бедлевич
Бедлевич (пол. Bedlewicz) - шляхетський герб - різновид (відміна) герба Корчак.

## Опис герба
Опис згідно з класичними правилами блазонування:
В червоному полі три срібні балки в перев'яз з права. В клейноді три пера страуса. 
Намет - червоний, підбитий сріблом.

## Найбільш ранні згадки
Різновид був створений в XVI столітті.

## Роди
Бедлевичі, Бендлевичі, Бендлевські.
Bedlewicz, Będlewicz, Będlewski.